# Icius separatus
Icius separatus är en spindelart som beskrevs av Banks 1903. Icius separatus ingår i släktet Icius och familjen hoppspindlar. Inga underarter finns listade i Catalogue of Life.